# Challengers!
Challengers! ist ein Kartenspiel der österreichischen Spieleautoren Johannes Krenner und Markus Slawitscheck, das 2022 bei den Spieleverlagen 1 More Time Games und Z-Man Games erschienen ist. Es handelt sich um ein Kartendeckmanagement-Spiel für einen bis acht Spieler im Turniermodus, bei dem die Spieler in jeder Runde gegen einen anderen Gegner spielen und das Finale gewinnen müssen.

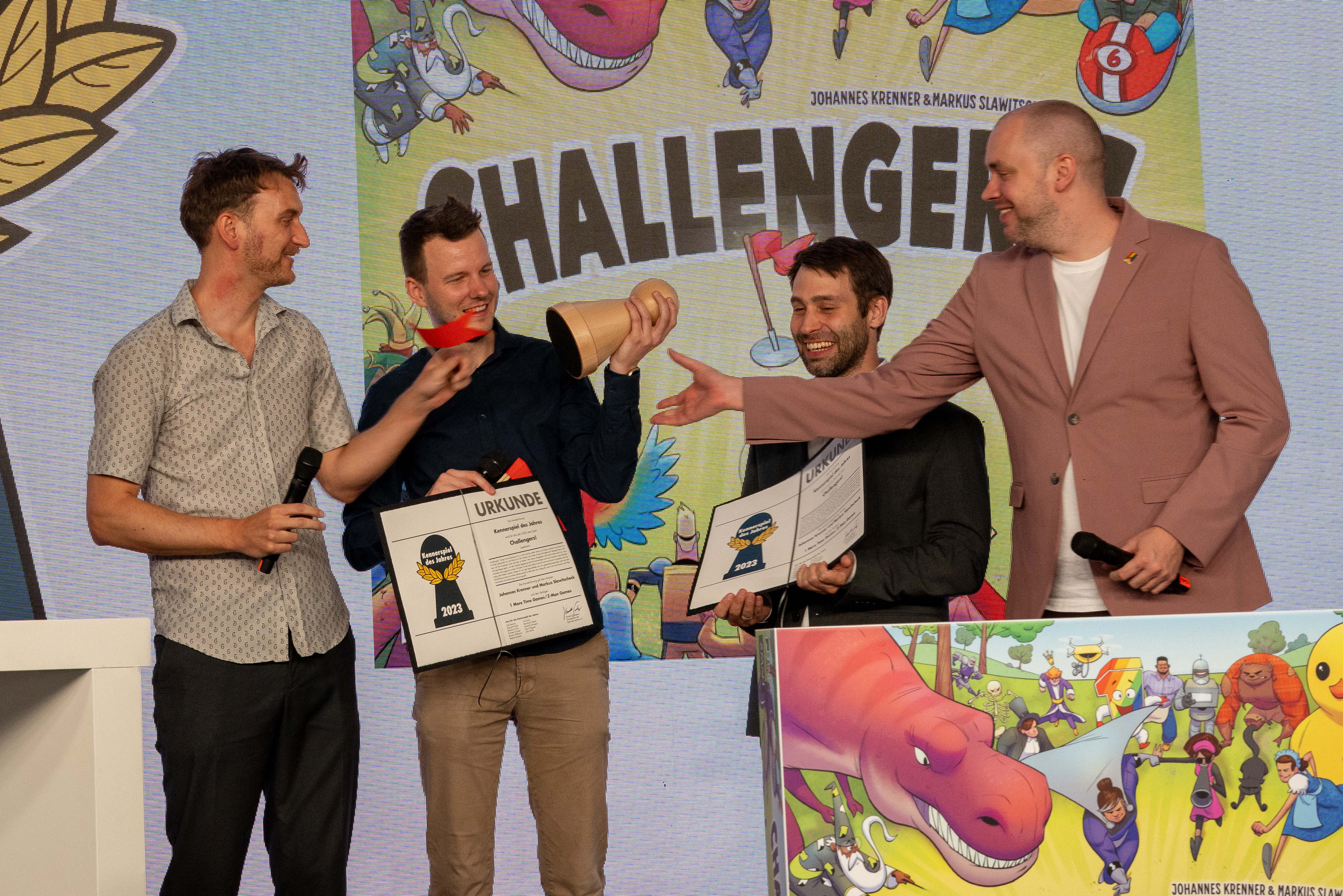
Die Challengers-Autoren Johannes Krenner und Markus Slawitscheck sowie Roman Rybiczka und Julian Steindorfer von 1 More Time Games nehmen die Kennerspiel-Auszeichnung entgegen

Das Spiel wurde 2023 als Kennerspiel des Jahres ausgezeichnet und erhielt den As d’Or – Jeu de l’Année Prix  in der Kategorie Initié.
Das Spiel erhielt auch die Auszeichnung zum italienischen Spiel des Jahres: Gioco dell’Anno und gewann den Publikumspreis des Japan Boardgame Prize.

## Hintergrund und Spielmaterial
Challengers! ist ein Kartenspiel, bei dem die Mitspieler jeweils mit einem Kartendeck gegeneinander antreten und in einem Turniermodus alle Gegner besiegen müssen, um das Spiel zu gewinnen. Dabei müssen sie in den Einzelduellen jeweils ihr Deck mit neuen Karten ausbauen und in einer Match-Phase Trophäen, Fans und gegnerische Flaggen gewinnen.
Das Spielmaterial besteht neben der Spielanleitung aus:
- acht Startdecks mit je sechs Karten,
- einem Bot-Deck mit 19 Karten,
- einem Stadt-Grundset mit 20 Karten,
- sechs weiteren Kartendecks mit je 40 Karten,
- neun Turnierplänen,
- vier Flaggenplättchen,
- 40 Fan-Plättchen,
- 28 Trophäenplättchen,
- vier Spielmatten (Parks), und
- drei Kartenspendern

## Spielweise

### Spielvorbereitung
Zur Spielvorbereitung werden in der Tischmitte für je zwei Teams eine Spielmatte ausgelegt, wobei bei einer ungeraden Spieleranzahl das Bot-Deck als zusätzlicher Spieler eingesetzt wird. In die Mitte des jeweiligen Parks wird die farblich passende Flagge abgelegt. Die Trophäen werden entsprechend ihrer Rundennummer sortiert und anschließend gemischt; auf jeden Park kommt dann ein verdeckter Stapel Trophäen mit der Kennzeichnung 1 bis 7. Die Fans kommen ebenfalls in die Tischmitte als offener Vorrat und die drei Kartenspender werden ebenfalls so platziert, dass sie von allen Spielern erreicht werden können.
Jeder Spieler bekommt einen Turnierplan und setzt sich entsprechend der dortigen Angabe an eine Seite einer Spielmatte. Danach bekommt jeder Spieler ein gekennzeichnetes Startdeck entsprechend dem Turnierplan. Alle Karten des Stadt-Grundsets sowie alle Karten von fünf der insgesamt sechs Decks werden für das Spiel genommen und nach ihrem Kartenlevel (A, B oder C) sortiert, gemischt und in die entsprechend gekennzeichneten Kartenspender verteilt; das sechste Set wird aus dem Spiel genommen. Bei einer ungeraden Spielerzahl wird das Bot-Deck als zusätzliches Deck für einen virtuellen Spieler mit ins Spiel genommen.

### Spielregeln
Das Spiel verläuft über insgesamt sieben Runden sowie ein Finale. Es spielen immer zwei Spieler gegeneinander und nach der siebten Runde wird das Finale zwischen den beiden Spielern gespielt, die die meisten Fan-Plättchen haben. Jede Runde besteht aus einer Deck-Phase, in der die Spieler ihr Kartendeck optimieren, und einer Match-Phase, in der sie gegeneinander antreten.
Die Deck-Phase läuft für alle Spieler parallel jeweils zu Beginn der Runden. Ab der zweiten Runde beginnt sie damit, dass die Spieler dem Turnierplan entsprechend ihren Platz ändern, wobei sie ihr bis dahin aufgebauten Deck und alle bereits gewonnenen Trophäen und Fans mitnehmen. Danach ziehen sie aus den jeweils im Turnierplan angegebenen Kartenspendern A bis C fünf Karten und behalten von diesen so viele, wie angegeben sind; nicht ausgewählte Karten kommen in den Ablagestapel. Einmal pro Deckrunde darf sich jeder Spieler dazu entscheiden, gezogene Karten abzuwerfen und neu zu ziehen. Danach darf jeder Spieler freiwillig beliebig viele Karten aus seinem Deck abwerfen.
In der Match-Phase spielen je zwei Spieler gegeneinander. Ein jeweiliger Startspieler pro Park wird über den Flaggen-Marker bestimmt, danach werden die Decks gemischt und als verdeckter Stapel neben die Spielfläche gelegt. Der Startspieler deckt die oberste Karte des Decks auf und legt sie in die Parkmitte, danach legt er die Flagge auf die Karte und ist somit in „Fahnenbesitz“. Der Spieler, der nicht im Fahnenbesitz ist, deckt nun so lange Karten seines Decks auf, bis die Gesamtstärke aller dieser Karten gleich oder höher ist als die des Verteidigers. Beim Vergleich werden alle Basiswerte der Karten und vorhandene Stärkeboni gegeneinander aufgerechnet. Erreicht der Angreifer die Stärke seines Gegners, legt er die Flagge auf seine zuletzt gelegte Karte und ist selber im Fahnenbesitz; alle aufgedeckten Karten werden unter diese Karte gelegt. Der Gegner muss ie Karte, von der die Flagge genommen wurde, und alle darunter liegenden offen auf ie Ablageflächen seiner „Bank“ auslegen und geht nun ebenfalls in den Angriff über.
Die verschiedenen Karten haben neben ihren Kampfwerten in der Regel weitere Funktionen, die im Spiel eingesetzt werden. Diese können in verschiedenen Spielsituationen aktiv werden, etwa wenn eine Karte ausgelegt wird, in Flaggenbesitz ist oder auf der Bank liegt.  Ein Match gilt als gewonnen, wenn entweder
- ein Spieler beim Ausspielen seiner Karten nicht mehr genug Kampfstärke aufbringen kann, um die Flagge zurückzugewinnen, oder
- eine oder mehrere Karten auf die eigene Bank legen muss und dafür nicht genug Plätze frei hat.

Der Gewinner eines Matches nimmt sich die Trophäe der aktuellen Runde und legt diese verdeckt bei sich ab. Die auf der Rückseite angegebene Anzahl an Fans behält er dabei für sich. Danach nimmt er alle seine Karten wieder zurück für das nächste Match.

### Finale und Spielende
Das Spiel endet nach der siebten Runde. Alle Spieler drehen ihre gewonnenen Trophäen um und zählen die damit gewonnenen Fans zusammen. Die beiden Spieler mit den meisten Fans spielen im Finale gegeneinander. Vor dem Finale werden keine neuen Karten gezogen, es können jedoch beliebig viele Karten aus dem aktuellen Deck abgeworfen werden. Der Spieler, der das Finale gewinnt, gewinnt das Spiel.

## Ausgaben und Rezeption
Challengers! wurde von den Spieleautoren Johannes Krenner und Markus Slawitscheck entwickelt und erschien 2022 bei den Verlagen 1 More Time Games und Z-Man Games. Es wurde in diesem Jahr international auf Englisch, Spanisch, Deutsch, Polnisch, Italienisch, Französisch, Tschechisch und Ukrainisch veröffentlicht.
Das Spiel wurde in zahlreichen Rezensionen überwiegend positiv beschrieben. Der Spielekritiker Harald Schrapers fragt in seinem Blog games we play: „Warum ist Challengers ein geniales Spiel?“ und antwortet darauf direkt „weil man es in einem Turniermodus spielt, der aus sieben Partien besteht.“ Seiner Ansicht nach sorgt der Turnier-Modus „für eine tolle und oft ausgelassene Stimmung, die fast an ein Partyspiel erinnert.“ Er bewertete es mit fünf von sechs möglichen Punkten und bemerkt zudem, dass das Spiel sich „keine große Mühe [gibt], das breite Publikum zu erreichen“ und schreibt „sämtliche Feiernden [sollten] bereits spielerische Vorkenntnisse haben“. Udo Bartsch bezeichnet das Spiel als „außerordentlich“. Nach seiner Bewertung „ist [es] mehr als ein Spiel, nämlich ein Spieleturnier, ein Kartenspiel mit Event-Charakter“ und „erschafft etwas Neues, das sehr gut unterhält und viel Spaß macht.“
Das Spiel wurde im Mai 2023 neben Planet Unknown und Iki – Die Handwerker und Händler von Edo für das Kennerspiel des Jahres nominiert und konnte den Preis auch gewinnen. Die Jury des Spiel des Jahres schrieb dazu:

„‚Challengers‘ bietet ein neues, frisches Konzept, das den Spieleabend zum Event werden lässt – spannend und turbulent bis zum letzten Duell zwischen den beiden Besten. Vor allem große Gruppen haben Spaß an der aufgeladenen Turnier-Atmosphäre, die durch die immer wieder neu zusammengesetzten Einzelfehden entsteht. Die Vielfalt der Kombinationsmöglichkeiten machen die Challenge zu einem Vergnügen von hohem Wiederspielreiz.“

## Belege
1. ↑  Liste der Gewinner des italienischen Spiel des Jahres: Albo d’oro Gioco dell’Anno. Abgerufen am 7. Januar 2024.
2. ↑  Opiniated gamers: Challengers and Acropolis Win 2023 Japan Boardgame Prize! Abgerufen am 7. Januar 2024.
3. 1 2 3 4 5 6 7 8 9  
Offizielle Spielregeln für Challengers!, 1 More Time Games / Z-Man Games 2022.
4. ↑  
Versionen von Challengers! in der Spieledatenbank BoardGameGeek (englisch); abgerufen am 10. Juni 2023.
5. ↑  
Harald Schrapers: Challenger!, Rezension auf dem Blog „games we play“; abgerufen am 10. Juni 2023.
6. ↑  
Udo Bartsch: Challengers!, Rezension auf dem Blog „Rezensionen für Millionen“, 30. Januar 2023; abgerufen am 10. Juni 2023.
7. 1 2  
Challengers! auf der Website des Spiel des Jahres e.V.; abgerufen am 9. Juli 2022.